# The Sims: Makin' Magic
The Sims: Makin' Magic je sedmý a zároveň poslední datadisk do hry The Sims, hra The Sims 2 vyšla následujícího roku. Hlavní náplní datadisku je kouzlení a magika, které se staly inspirací pro datadisky do The Sims 2: Život v bytě a The Sims 3: Obludárium.

## Kouzlení
Hlavní novinkou datadisku se stalo kouzlení, zaklínání a vaření elixírů, které má efekt na svět okolo Simíků. S kouzlením se dalo začít tak, že při nastěhování do domu, nebo při první návštěvě pozemku přišel kouzelník, který přinesl záhadnou krabici. Krabice obsahovala základní suroviny pro vaření elixírů, kouzelnickou hůlku, mince, díru do kouzelného světa, stolek s kotlíkem na tvorbu kouzelných kamenů a elektronickou kouzelnickou knihu. Kniha byla pojištěna kouzlem, která poznala, kdo je a kdo není kouzelník. Pokud Simík kouzelníkem nebyl, obdržel elektrický šok.
Simík sbíral po všech částech města různé přísady do elixírů a na tvorbu kouzelných kamenů. Simík mohl mít i jako mazlíčka draka.

## Magic Town
The Sims: Makin' Magic přineslo i nové město Magic Town, ve kterém Simík vylepšoval své kouzelnické dovednosti, předváděl kouzelnická představení a nakupoval suroviny. Magic Town se dělí na tři části. Severní část obsahuje rezidenční pozemky a domy postavené v toskánském stylu. Na těchto pozemcích se objevují důležité předměty pro vaření elixírů a pro tvorbu kamenů. Jihozápadní část města je postavená ve strašidelném stylu a je zaměřená na kouzlení a předvádění kouzel. Simík zde má možnost nakoupit předměty pro vaření elixírů a může zde plnit i úkoly zadané postavami. Za odměnu dostane speciální předměty. Východní část města jsou pozemky s karnevalovou a cirkusovou tematikou. Jsou zde různé atrakce, dráhy a obchody.
V celém Magic Town se dá platit pouze mincemi (MagiCoins), které se dají získat prodejem produktů nebo ziskem z představení. Do Magic Town se dá dostat dvěma způsoby. Buď Simík zavolá přes telefon speciální balón, který ho sem dopraví, nebo využije speciální díry, která ho sem přenese.

## NPC postavy
- Skeleton maid (služka)
- Vicki Vampiress
- Faerie Queen Mara
- Mystery Man
- Apothecary Todd
- Nagganaste
- Flamingo dancer
- Gardening Gnome